# Badachi, Athni
Badachi là một làng thuộc tehsil Athni, huyện Belgaum, bang Karnataka, Ấn Độ.